# Hina (plemkinja)
Za božanstvo povezano s Mjesecom, pogledajte Hina (božica).
Hina [ˈhinə] havajsko je žensko ime te je također ime jedne važne božice iz havajske mitologije. Ime je dano nekoliko plemkinjama (havajski Aliʻi Wahine) koje su živjele na drevnim Havajima. Bilo je popularno tijekom ranog perioda vladavine dinastije Pili.

## Popis
- Hinamaikalani — supruga Hulumanailanija i majka naočitog ʻAikanake[1]
- Hinahanaiakamalama — supruga Aikanake te majka Heme
- Hinamaikehoa — supruga Heme i majka Kaha'ija
- Hinauluohia — supruga Kaha'ija
- Hina-au-kekele — gospa Velikog otoka; sestra-žena poglavice Pilikaaieje[2] te predak Kamehamehe I. Havajskog
- Hinaʻauamai — kći Pilikaaieje[3]
- Hinamaiheliʻi — kći Hinaʻauamai te žena Aliʻiponija
- Hineuki (Hina-keʻuki) — gospa Velikog otoka; polusestra-žena poglavice Kukohoua[4]
- Hina od Hila
- Hinakaimauliʻawa — princeza Koʻolaua